# 大送神社の綱引き
大送神社の大綱引き（おおおくりじんじゃのつなひき）とは、京都府南丹市八木町日置の綱引き祭。

## 概要
京都府の無形民俗文化財に指定されている。古くから村に棲む大蛇退治の伝説に基づいて行われる神事で、例年1月中旬の小正月近くに行われる。大蛇の目に見立てた的と大蛇に見立てた約14mの綱を使って行われる。